# 맷 롱
매슈 클레이턴 "맷" 롱(영어: Matthew Clayton "Matt" Long, 1980년 5월 18일 ~ )은 미국의 배우이다.

## 출연 작품
- 올 더 크리처스 워 스터링 (2018)
- 매드 맨 4 (2010)
- 홈커밍 (2009)
- 리플렉션 (2008)
- 시드니 화이트 (2007)
- 고스트 라이더 (2007)
- 잭 & 바비 (2004)
- 매니페스트